# Royal Meteorological Society
Royal Meteorological Society (RMetS) ist eine 1850 als British Meteorological Society gegründete, gemeinnützige, wissenschaftliche Gesellschaft zur Förderung der Meteorologie und der allgemeinen Anwendung des erworbenen Wissens.

## Geschichte

### Vorgeschichte
Am 15. Oktober 1823 wurde in London die Meteorological Society of London gegründet. Unter den Gründungsmitgliedern fanden sich bekannte Namen der damaligen Zeit, beispielsweise Luke Howard, William Haseldine Pepys, John Frederic Daniell und George Birkbeck. Diese Gesellschaft veröffentlichte 1839 einen Band „Transactions“, zwei Bände 1841 und 1842 „Proceedings“ und ein Quarterly Journal 1843 und 1844.
Nach dem 18. März 1843 scheint diese Gesellschaft keine Versammlungen mehr veranstaltet zu haben. Formal aufgelöst wurde sie erst 1849. 1843 hatte die Gesellschaft zwar eine durchaus nennenswerte Anzahl von Mitgliedern. Aber weil einige den Einfluss des Mondes und der Sterne auf das Wetter diskutierten, schienen die rationaleren Mitglieder das Interesse verloren zu haben.
Auch wenn in Deutschland seit 1781 am Meteorologischen Observatorium Hohenpeißenberg regelmäßig Aufzeichnungen zum Wetter gemacht wurden, war die Aufzeichnung von Wetterphänomenen in Großbritannien bis dahin weitgehend den Launen Einzelner überlassen worden. Viele Wissenschaftler erkannten aber, dass hier eine Änderung herbeigeführt werden musste.

### Gründung
Am 3. April 1850 versammelten sich drei Fellows der Royal Society und sieben Fellows der Royal Astronomical Society in der Bibliothek von Dr. John Lee in Aylesbury, Buckinghamshire, England. Sie diskutierten, wie meteorologische Beobachtungen systematisiert durchgeführt werden konnten, wie sie aufgezeichnet, zusammengefasst und veröffentlicht werden konnten, um sie der Forschung zugänglich zu machen. Sie beschlossen, eine wissenschaftliche Gesellschaft zu gründen, die die Förderung und Erweiterung der meteorologischen Wissenschaft durch Entdeckung der Gesetzmäßigkeiten des Klimas und der meteorologischen Phänomene im Allgemeinen zum Ziel hatte. Sie nannten ihre neue Gesellschaft die British Meteorological Society. Die Gesellschaft sollte wie andere wissenschaftliche Gesellschaften regelmäßige Treffen veranstalten, wissenschaftliche Papiere der Mitglieder diskutieren und die Entwicklung der Wissenschaft fördern. Zum ersten Präsidenten wählten sie den anwesenden Samuel Charles Whitebread. James Glaisher wurde erster Generalsekretär.
Das nächste Treffen der Gesellschaft fand am 7. Mai 1850 statt und zog schon 90 Personen an, darunter auch bekannte Meteorologen wie Luke Howard. 1866 wurde die Gesellschaft durch Königin Victoria mit einer Royal Charter of Incorporation in eine Körperschaft umgewandelt. Sie änderte daher ihren Namen in The Meteorological Society. 1883 erlaubte die Königin die Verwendung des Prädikats Royal (engl. königlich) und die Gesellschaft wurde die Royal Meteorological Society.

### Das neue Jahrhundert
Zum 50. Jahrestag der Gründung hatte die Gesellschaft über 600 Mitglieder. 1921 verschmolz die Gesellschaft mit der 1855 gegründeten Scottish Meteorological Society und brachte die Mitgliederschaft im gleichen Jahr auf über 900. 1946, ein Jahr nach dem Ende des Zweiten Weltkriegs, veröffentlichte die Gesellschaft zum ersten Mal ihr Organ Weather. Die Mitgliederzahlen wuchsen nach dem Krieg schnell an und erreichten 1947 schon mehr als 1700 Mitglieder. Dieser Zuwachs an Mitgliedern während und nach dem Krieg reflektierten das verstärkte Interesse an der Meteorologie, insbesondere bei Mitgliedern, die in Verbindung mit der Royal Air Force standen.
1997 erreichte die Mitgliederzahl fast 3700 und damit den bislang höchsten Stand. Mitglieder sind sowohl Laien als auch Fachleute auf der ganzen Welt.
2002 übernahm der Prince of Wales die Patronage der Gesellschaft.

## Gemeinnutzen

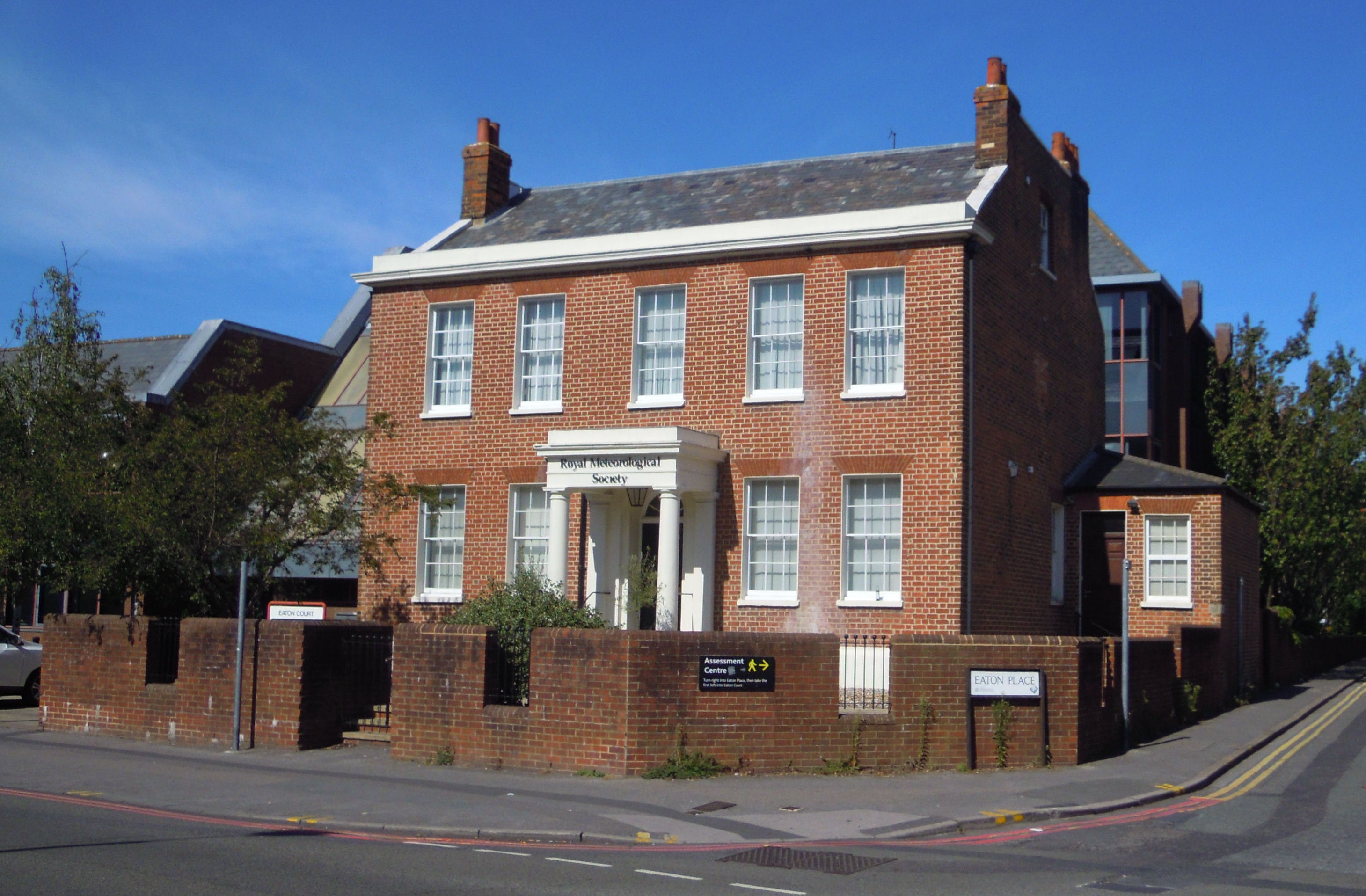
Gebäude der RMetS in Reading, Berkshire

Die Anforderungen der Charity Commission for England and Wales nennen dreizehn mögliche Zwecke, die eine Organisation gemeinnützig machen. Die RMetS erfüllt vier dieser Gründe:
Förderung der Gesundheit und Retten von Leben
Durch eine Partnerschaft mit dem General Aviation Safety Council (GASCo), dem UK Flight Safety Committee (UKFSC) und dem Royal Institute of Navigation (RIN) liefert die Gesellschaft Ratschläge für sicherheitsrelevante Themen. Private Piloten und Seeleute werden durch Lehrgänge und Schulungen zu Wetterphänomenen ausgebildet, wodurch die Anzahl wetterverursachter Unfälle gesenkt wird. Als Kooperationspartner von Eurocontrol und durch Unterstützung von SKYEbrary trägt die Gesellschaft beim [internationalen] Austausch von wetterbezogenen Informationen bei. Für die meteorologische Ausbildung von Flugpersonal sind andere Körperschaften als die RMetS verantwortlich. Die RMetS berät diese aber um die Normen der World Meteorological Organization (WMO) und der International Civil Aviation Organization (ICAO) zu erfüllen.
Förderung der Bildung
Die Gesellschaft hat einen breiten Bildungsauftrag, nach dem sie das Wissen, das Verständnis und den Enthusiasmus für die Meteorologie in der Öffentlichkeit vom Laien bis zum Fachwissenschaftler fördern soll.  Die Gesellschaft hat zwei hauptamtliche Kräfte, die sich um die Verbreitung der Bildung und der Forschung bemühen und dafür mit dem Institute of Physics, der Royal Geographical Society und der Geographical Association zur Erreichung dieses Zieles zusammenarbeiten.
Die Förderung der Künste, Kultur, Erbe oder Wissenschaft
Die Gesellschaft fördert eine professionelle, gleichberechtigte Haltung gegenüber Beruf und Öffentlichkeit, veröffentlicht sieben wissenschaftliche Zeitschriften, die über die WMO Entwicklungsländern ohne Kosten Online zur Verfügung stehen und ermöglicht durch jedem Interessierten zugängliche Veranstaltungen die Möglichkeit für einen Diskurs zwischen Laien und Experten im Bereich der Meteorologie.
Die Förderung des Umweltschutzes oder der Umweltverbesserung
Die Gesellschaft steht an einer Schlüsselposition in der Kommunikation der komplizierteren meteorologischen und technischen Aspekte des Klimawandels. Eine Special Interests Group befasst sich mit der Kommunikation meteorologisch relevanter Information zur Öffentlichkeit. 2018 wurden hierfür zwei Informationsschriften veröffentlicht, Modelling the Earth's Climate und El  Niño and  the  Southern  Oscillation. Zusätzlich wurden 2018 Informationsveranstaltungen abgehalten, in denen das 1.5°-Ziel erläutert wurde.

## Gesellschaftarchiv
Das Gesellschaftsarchiv befindet sich in Exeter im National Meteorological Archive. Neben den Protokollen der Gesellschaft und Notizen namhafter Meteorologen befinden sich im Archiv auch seltene Bücher.  Unter den Dokumenten im Eigentum der Gesellschaft befinden sich die Originale der Beaufortskala.

## Aktivitäten
Allgemein gesprochen verfolgt die RMetS ihre Ziele, indem sie:
- Individuen finanziell unterstützt
- Organisationen finanziell unterstützt
- Beratend, interessenvertretend oder informativ tätig ist
- Forschung finanziert oder unterstützt

### Berufliche Entwicklung
Die Gesellschaft unterhält zwei Akkreditierungslinien, mit denen sich Fachleute nach den Vorgaben und Richtlinien der Gesellschaft weiterbilden können. Akkreditierte Meteorologen dürfen sich dann als Registered Meteorologist (RMet) oder als Chartered Meteorologist (CMet) bezeichnen. 2018 gab es 71 Berufsmeteorologen, die sich CMet und 123, die sich RMet nennen durften. Nicht jeder Bewerbung wurde entsprochen. Die Gesellschaft zielt darauf, die Zahlen bis Ende 2020 auf ca. 100 CMets und 300 RMets zu erhöhen. Weitere Ausbildungsgänge werden für die Royal Navy, das Met Office und die MeteoGroup angeboten.
Individuelle Förderung wird in Zusammenarbeit mit Universitäten und Instituten geleistet, beispielsweise durch Stipendien und Forschungsprojekte.

### Publikationen der Gesellschaft
Ein wichtiger Teilbereich der Aktivitäten befasst sich mit wissenschaftlichen Publikationen, also hauptsächlich Peer-reviewten Zeitschriften. Die Gesellschaft veröffentlicht in Zusammenarbeit mit Wiley-Blackwell die folgenden Periodika:
- Weather (Mitgliederzeitschrift der RMetS)
- International Journal of Climatology (Impact Factors 2017: 3,1)
- The Quarterly Journal (eine der besten meteorologischen Fachzeitschriften der Welt, Impact Factor 2017: 2,978)
- Meteorological Applications
- Atmospheric Science Letters
- WIREs Climate Change (Impact Factor 2017: 5,124)
- Geoscience Data Journal

### Beziehungen zu anderen Körperschaften
Als wissenschaftliche Gesellschaft des Vereinigten Königreichs ist die Royal Meteorological Society im Science Council durch ihren Chief Executive vertreten. Des Weiteren ist die RMetS Mitglied der European Meteorological Society (EMS), wo sie durch den Generalsekretär als ständiges Mitglied des EMS-Councils vertreten wird. Außerdem ist die RMetS im International Forum of Meteorological Societies durch einen Repräsentanten vertreten. Vertreter der RMetS nehmen an Sitzungen des General Aviation Safety Council (GASCo) und des UK Flight Safety Committee (UKFSC) teil, um mit Fachkenntnissen zu Wetterphänomenen beizutragen.
Mit anderen Gesellschaften werden gemeinsame Aktivitäten durchgeführt. Mit der Royal Horticultural Society werden Lehrgänge zum Thema Gartenbau während des Klimawandels durchgeführt. Ziel der Gesellschaft ist die Verbreitung von Wissen zu Klima und Klimaphänomenen und damit der Förderung des öffentlichen Diskurses. Weitere Gesellschaften und Körperschaften sind:
- das Grantham Institute
- die Environmental Physics Group
- die Manchester Met University
- das  Met Office
- die Royal Astronomical Society und das Imperial College, London
- das Royal Institute of Navigation
- die Royal Museums Greenwich
- die Royal Yachting Association
- und viele andere mehr

### Preise und Auszeichnungen
Die RMetS vergibt jährlich verschiedenen Auszeichnungen an Wissenschaftler, die sich um die Förderung des Wissens um das Wetter und das Klima bewähren. Ein Teil der Auszeichnungen wird über die Publikationen vergeben, beispielsweise der von Wiley gesponserte International Journal of Climatology Editor’s Award, der Atmospheric Science Letters Editor’s Award, der Quarterly Journal (QJ) Editor’s Award, QJ Reviewer’s Certificate, oder der Meteorological Applications Editor’s Award. Die höchsten Auszeichnungen sind die Symons Gold Medal und die Mason Gold Medal.

## Organisation
Das höchste Gremium ist das unter dem Vorsitz des Generalsekretärs stehende House Committee, dass die strategische Ausrichtung der Gesellschaft bestimmt und die Aktivitäten der anderen Committees organisiert und steuert. Mitglieder des House Committee leiten weitere Committees, darunter:
- Meetings and Conferences Committee
- Education and Outreach  Committee
- Climate Science Communications Group
- Professional Accreditation Board
- Scientific Publishing  Committee
- Awards Committee

### Operative Leitung
Die Gesellschaft beschäftigte 2018 13 Personen. Unter der Leitung eines Chief Executives, werden Stabsstellen für Finanzen, Leitung des Büros, die wissenschaftlichen Veröffentlichungen und die Pflege des Beziehungsnetzwerks (Head of Partnerships) geführt. In Linie werden sieben Funktionen verwaltet:
- Conference Manager
- Meetings Manager
- Membership Secretary
- Public Engagement Programme Manager
- Head of Education
- IT Project Manager
- Digital Project Manager

### Lokale Gruppen (Local Centres)
Mitgliederverantstaltungen werden in größerem Umfang von lokalen Gruppen organisiert. Gruppen gibt es in vielen Regionen Englands, Schottlands und Wales. Dabei orientieren sich die Aktivitäten an den allgemeinen Ausrichtungen der RMetS wie sie in den Committees reflektiert werden.